# Erik Follestad
Erik Follestad Johansen, född 22 juni 1989 i Tromsø, är en norsk ishockeyspelare och TV-personlighet. Han har representerat Norge som landslagsspelare och har  spelat för Frisk Asker Ishockey mellan 2007 och 2012 och från 2012 för Vålerenga Ishockey tills proffskarriären upphörde 2016.

## Biografi
Erik Follestad Johansen växte upp i Asker och började med ishockey i Frisk Asker som tioåring, där han fortsatte in i seniorkarriären. Han började spela i landslaget inför Ishockey-VM 2011. 
År 2012 började han som snickarlärling, men var tjänstledig för att spela ishockey. Han avslutade sedan sin utbildning, men har även haft framgångar i som teve-personlighet, bland annat i dokumentärserien Iskrigerne på TV 2, och som hockeyexpert på TV 2 efter sin karriär.
Han har bland annat deltagit i underhållningsprogrammet Spårtsklubben och Skal vi danse, Norges motsvarighet till Let's Dance.
I november 2018 släppte han sången Juletragedien med Linni Meister som toppade Spotify Norge top 50 efter endast en dag.
År 2020 deltog han i kändisversionen av 71° nord på TVNorge, där han placerade sig fjärde plats, och tillsammans med Mia Hundvin bildade han par i frågesportsprogrammet Alle mot alle efter årsskiftet 2020.

## Klubbar
- 2006–2012 Frisk Asker
- 2012–2016 Vålerenga Ishockey
- 2016–2017 Bergen Ishockeyklubb

## Meriter som ishockeyspelare
- Seriemästare i GET-ligaen: Med Frisk Asker 2007/08 samt med Vålerenga 2012/13 och 2013/14.
- Silver i NM i ishockey 2008, NM i ishockey 2013 och NM i ishockey 2014.
- Deltog i Ishockey-VM 2011
- 25 landskamper för Norge.
- Kapten i U18- och U20-landslaget.